# Pébrac

Pébrac este o comună în departamentul Haute-Loire, Franța. În 2009 avea o populație de 125 de locuitori.